# Johann Höfferl
Johann Höfferl (* 28. Oktober 1883 in Großrammerschlag, Südböhmen; † 24. November 1940 im KZ Mauthausen) war ein sudetendeutscher römisch-katholischer Geistlicher und Märtyrer.

## Leben
Johann Höfferl wurde nordwestlich Neuhaus in Südböhmen geboren. Er studierte Katholische Theologie als Spätberufener und wurde am 4. Juni 1916 in Budweis zum Priester geweiht. Er war Kaplan in Kalsching (nordwestlich Krumau) und ab 1923 Pfarrer (später Dechant) in Oberplan, dem Geburtsort von Adalbert Stifter. 1939 wurde er von den Nationalsozialisten des unbewiesenen Missbrauchs von Kindern angeklagt und im Lager Garsten interniert. Nach seiner Verurteilung durch das Landgericht Linz kam er vom 29. August 1940 bis zum 20. November 1940 in das KZ Dachau (Häftlingsnummer 16239) und anschließend in das KZ Mauthausen, wo er am 24. November 1940 starb. Er war 57 Jahre alt.

## Gedenken
Die Römisch-katholische Kirche in Deutschland hat Johann Höfferl als Märtyrer aus der Zeit des Nationalsozialismus in das deutsche Martyrologium des 20. Jahrhunderts aufgenommen.